# Sebastian Sager

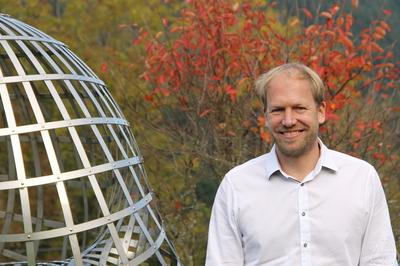
Sebastian Sager

Sebastian Sager (* 7. März 1975 in Westerstede) ist ein deutscher Professor für Mathematik. Er ist seit 2012 Inhaber des Lehrstuhls für Mathematische Optimierung am gleichnamigen Institut der Mathematischen Fakultät der Otto-von-Guericke-Universität Magdeburg.

## Leben
Sager studierte Mathematik mit dem Nebenfach Astronomie an der Universität Heidelberg mit Auslandsaufenthalten in Montpellier und Ho-Chi-Minh-Stadt. Sein Studium schloss er 2001 mit der Diplomarbeit "Lange Schritte im Dualen Simplex" bei Hans Georg Bock ab. Von 2002 bis 2005 war er Mitglied des internationalen Graduiertenkollegs 710 "Complex Processes: Modeling, Simulation and Optimization". Seine Doktorarbeit mit dem Titel "Numerical Methods for Mixed-Integer Optimal Control Problems", betreut von Hans Georg Bock und Gerhard Reinelt, verteidigte er 2006. Nach einem Auslandsaufenthalt 2007 an der Autonomen Universität Madrid übernahm er 2008 die Leitung einer DFG Nachwuchsgruppe im Rahmen der Graduiertenschule "MathComp" am Interdisziplinären Zentrum für wissenschaftliches Rechnen an der Universität Heidelberg. 2012 habilitierte er an der Universität Heidelberg mit der Habilitationsschrift "On the Integration of Optimization Approaches for Mixed-Integer Nonlinear Optimal Control". Seit 2012 ist er Inhaber des W3-Lehrstuhls für Mathematische Optimierung an der Otto-von-Guericke-Universität Magdeburg.

## Forschung
Sager ist Autor oder Koautor von mehr als 50 wissenschaftlichen Arbeiten. Diese behandeln insbesondere
- Nichtlineare gemischt-ganzzahlige dynamische Optimierung,
- Modellbasierte nichtlineare Optimale Versuchsplanung,
- Adaptive Diskretisierung und Newtonähnliche Verfahren für die Optimierung großer Systeme,
- Simultane Verfahren für nichtlineare Optimierung und Optimale Steuerung von Prozessen, welche durch DAE und PDE Modelle beschrieben werden,
- Lösung beschränkter nichtlinearer DAE- und PDE-Steuerungsprobleme mit Feedback in Echtzeit,
- Numerische Verfahren für Zustands- und Parameterschätzung,
- Optimierung unter Unsicherheiten, robuste Optimierung,
- Anwendungen in Mechanik, Ökonomie, Verfahrenstechnik und Biomedizin.

Ein Schwerpunkt seiner Arbeit liegt im Einsatz und der Entwicklung von Optimierungsverfahren im Kontext von klinischen Entscheidungsprozessen. Diese liegen auch dem ERC Consolidator Grant Projekt Mathematical Optimization for Clinical Decision Support and Training zu Grunde.

## Auszeichnungen
- 2006: Dissertationspreis der Gesellschaft für Operations Research (GOR)
- 2007: Klaus-Tschira Preis für Verständliche Wissenschaft
- 2015: Forschungspreis der Otto-von-Guericke-Universität Magdeburg[2]
- 2015: ERC Consolidator Grant